# Зґлечево-Паненське
Зґлечево-Паненське (пол. Zgleczewo Panieńskie) — село в Польщі, у гміні Заремби-Косьцельні Островського повіту Мазовецького воєводства.
Населення — 88 осіб (2011).
У 1975-1998 роках село належало до Ломжинського воєводства.

## Демографія
Демографічна структура станом на 31 березня 2011 року:
|          | Загалом | Допрацездатний вік | Працездатний вік | Постпрацездатний вік |
| -------- | ------- | ------------------ | ---------------- | -------------------- |
| Чоловіки | 36      | 8                  | 25               | 3                    |
| Жінки    | 52      | 7                  | 30               | 15                   |
| Разом    | 88      | 15                 | 55               | 18                   |